# Politiezone Zottegem/Herzele/Sint-Lievens-Houtem

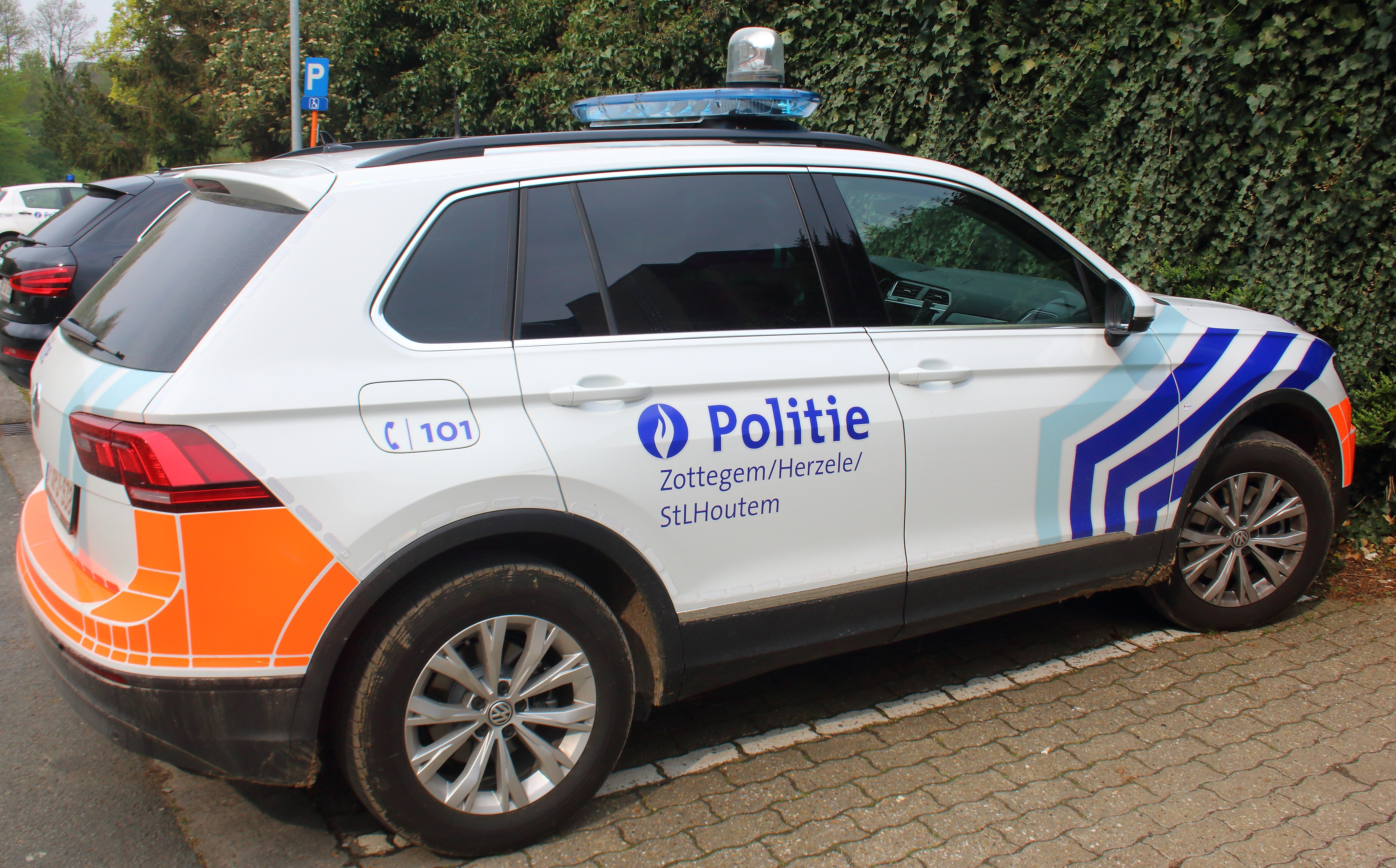
Voertuig van de zone Zottegem/Herzele/StLHoutem.

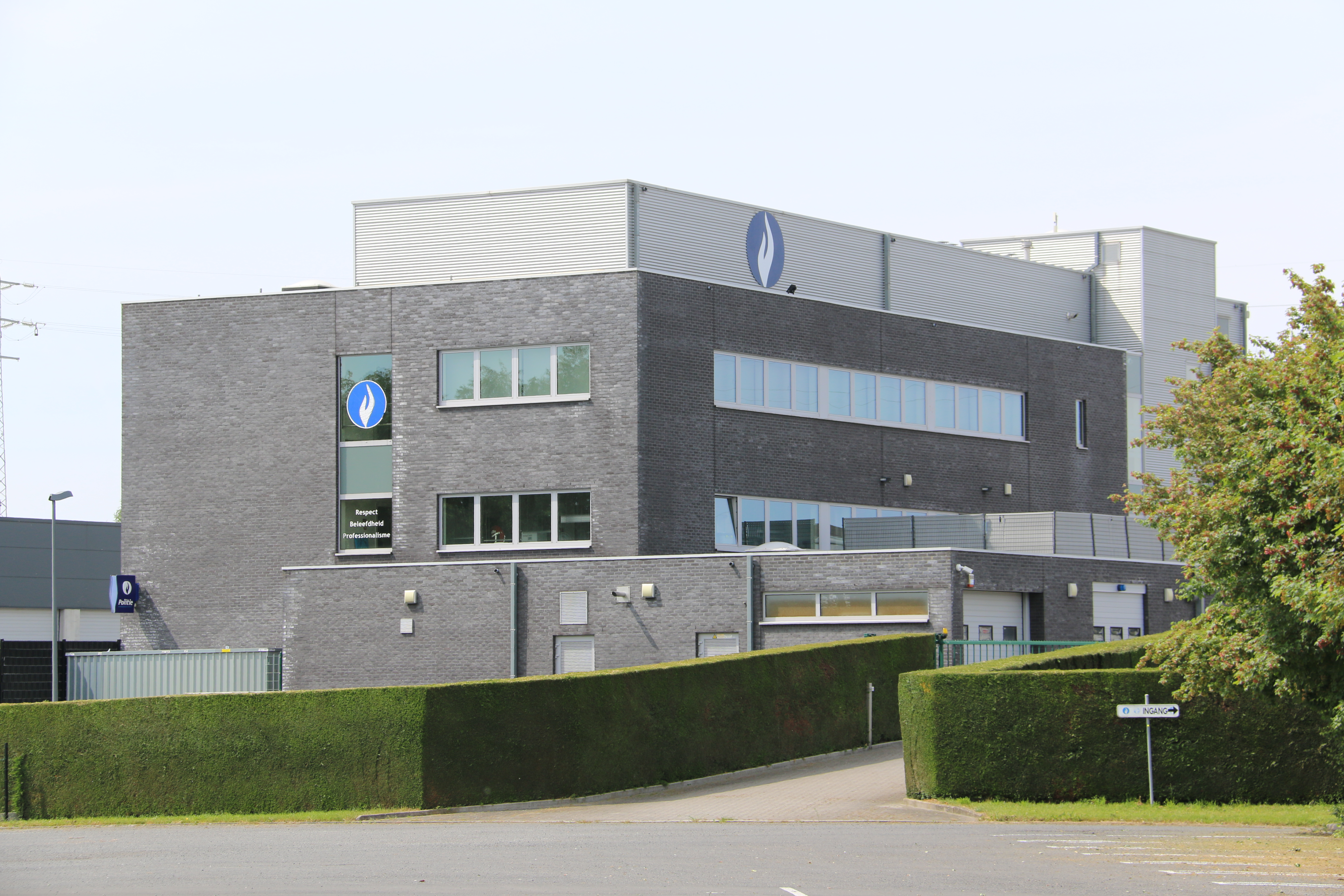
Politiekantoor in Zottegem.

De Politiezone Zottegem/Herzele/Sint-Lievens-Houtem, afgekort Zottegem/Herzele/StLHoutem, zonenummer 5429, is een Belgische politiezone die werkt in de Oost-Vlaamse gemeenten Zottegem, Herzele en Sint-Lievens-Houtem. De politiezone behoort tot het gerechtelijk arrondissement Oost-Vlaanderen.
Het korps staat onder de leiding van het Politiecollege, bestaande uit de drie burgemeesters, en de korpschef, hoofdcommissaris Tom De Saveur. Het hoofdcommissariaat van de politiezone verhuisde op 22 juni 2009 naar Meengracht 1 te Zottegem.

## Kantoren
- Hoofdcommissariaat Zottegem
  - Wijkpost Herzele
  - Wijkpost Sint-Lievens-Houtem